# 迪潘卡·巴塔查亚
迪潘卡·巴塔查亚（英語：Dipankar Bhattacharya；1960年12月—）是印度的一位政治家，现任印度共产党（马列）解放总书记。他出生于阿萨姆邦古瓦哈蒂。1979年，他在高中会考中取得第一名；1984年，取得印度统计研究所的统计学硕士学位。后来，他担任印度人民阵线和全印工会中央委员会的书记。1998年，他接替维诺德·米什拉成为印度共产党（马列）解放总书记.。